# Berthe Seroen

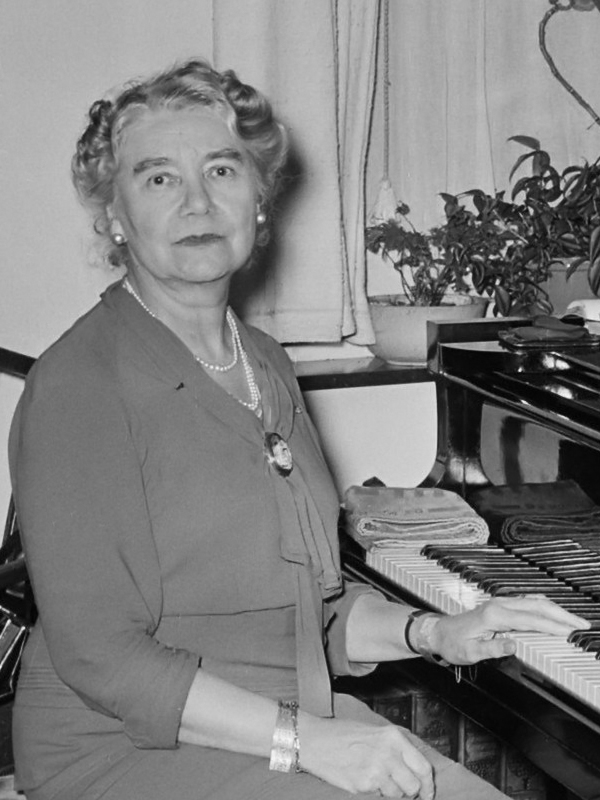
Berthe Seroen (1952)

Alexandrina Valeria Octavia Bertha Seroen (Mechelen, 27 november 1882 – Amsterdam, 17 april 1957) was een Belgische sopraanzangeres en zangpedagoge.

## Levensloop
Ze was dochter van goudsmid Egied Theodoor Frans Seroen en Octavia Lowies Carolina Maria Genot, wonende aan de Buitenwaartse Egmondstraat. Ze was tussen 1912 en 1919 getrouwd met Walther Alexander Bertrams (Berthe Bertrams Seroen), woonde enige tijd in Hilversum en in de Amsterdamse Valeriusstraat. Blijkens het Amsterdamse vreemdelingenregister woonde ze daar in 1917 al, maar ze trouwde toch in 1923 in Antwerpen met de Amsterdamse architect Gerard Mastenbroek. Het echtpaar woonde jarenlang aan de Amsterdamse Velazquezstraat, alwaar ze op 17 april 1957 overleed. Na een eredienst in de Obrechtkerk werd ze begraven op de Rooms-Katholieke Begraafplaats in Maarn. Seroen was ridder in de Kroonorde van België en Officier d’Académie.
Berthe Seroen volgde muzieklessen in het Mechels Stedelijk Conservatorium. Ze debuteerde tijdens een huldeconcert voor de Mechelse componist en conservatoriumdirecteur Gustaaf van Hoey. Ze studeerde aan het Koninklijk Conservatorium Brussel bij de muziekpedagoog François-Auguste Gevaert, zangpedagoge mevrouw Cornelis Servais en bij Henri Séguin en Dyna Beumer. Ze gaf enkele concerten in België en Frankrijk en debuteerde in 1908 bij de Koninklijke Vlaamse Opera in Antwerpen. Aan dit gezelschap bleef Seroen zes jaar verbonden. Tussendoor zong ze ook een aantal Wagnerrollen in de Koninklijke Muntschouwburg in Brussel. In 1909 richtte ze een particuliere zangschool op in Mechelen.
In 1914 vluchtte zij vanwege de Eerste Wereldoorlog naar Nederland. In Nederland heeft Berthe Seroen slechts tweemaal op het operatoneel gestaan, want ze schakelde over van de opera naar het klassieke lied. In Evert Cornelis vond ze een vaste pianopartner. Samen lieten ze het Nederlandse publiek kennismaken met muziek van Franse componisten als Ernest Chausson, Gabriel Fauré, Henri Duparc, Claude Debussy en Maurice Ravel en Vlaamse als August de Boeck, Paul Gilson en Jan Blockx. Als vaste dirigent van het Utrechtsch Stedelijk Orkest (USO) dirigeerde Cornelis haar in het toenmalige Tivoli in Debussy's La damoiselle élue en Ravels Shéhérazade. Hij bracht ook een concertante uitvoering van de opera Pelléas et Mélisande van Debussy met Berthe Seroen in de rol van Mélisande. De samenwerking met Cornelis duurde van 1915 tot 1929. Na hem bood Willem Pijper zich als begeleider aan. Ze verlegde toen haar aandacht naar modernere liederen van onder anderen Igor Stravinsky, Alban Berg, Anton Webern en Béla Bartók en Nederlanders als Alphons Diepenbrock, Sem Dresden en Pijper zelf. Daarnaast heeft ze steeds ook de grote Duitstalige liedcomponisten zoals Schubert, Schumann, Brahms en Wolf op haar repertoire gehouden. Toen Pijper zich na 1932 meer op componeren ging toeleggen, werd Phons Dusch haar pianopartner.
Vanaf 1927 begon zij ook weer les te geven. Ze werd in 1930 benoemd aan het toen opgerichte Rotterdamsch Conservatorium en vanaf 1937 ook aan het Utrechtsch en het Conservatorium van Amsterdam. Leerlingen van Seroen waren onder anderen Erna Spoorenberg, Jenny Gilliams, Ellen de Thouars en Elisabeth Cooymans.
Tussen 1917 en 1947 trad Seroen twintig keer op met het Amsterdams Concertgebouworkest. Tijdens al die optredens zong ze uitsluitend werken van Nederlandse (Willem Pijper, Alphons Diepenbrock en Gerard von Brucken Fock) en Franse componisten. Dirigenten daarbij waren Willem Mengelberg, Cornelis Dopper, Willem Pijper (Fêtes galantes), Johan Schoonderbeek, Pierre Monteux en Eduard van Beinum. Haar archief wordt beheerd in de collectie van het Nederlands Muziek Instituut, in het Haags Gemeentearchief.

## Premières
- Du Printemps (Max Vredenburg), 1952 (tekst Jean-Antoine de Baïf)
- Reinaert de Vos (August De Boeck)
- Liefdelied (Jan Blockx)
- De smid van den Vrede (Julius Schrey)
- Shylock (Flor Alpaerts)

- International Standard Name Identifier: 0000 0003 9329 7589
- MusicBrainz: 532eec94-625b-4668-974a-b97f64d20e45
- Nederlandse Thesaurus van Auteursnamen: 297518089
- Virtual International Authority File: 287566144
- WorldCat: E39PBJcKGrrX6wPDjp73qYpF8C